# Бръснарницата (филм, 1894)
„Бръснарницата“ (на английски: The Barbershop) е американски късометражен документален ням филм от 1894 година, заснет от режисьорите Уилям Кенеди Диксън и Уилям Хейс в студиото Блек Мария, намиращо се непосредствено до лабораториите на Томас Едисън в Ню Джърси.

## Сюжет
Интериор на бръснарница. Един мъж влиза, сваля си палтото, сяда и запалва цигара. Друг мъж му подава вестник и двамата започват да се шегуват. Междувременно човекът, седящ на бръснарския стол е постриган и избръснат.